# Mistrzostwa Polski w Łyżwiarstwie Szybkim w Wieloboju Sprinterskim 2010
29. Mistrzostwa Polski w wieloboju sprinterskim odbyły się w dniach 3-4 stycznia 2010 roku na torze Błonie w Sanoku.

## Kobiety
| Pozycja | Zawodniczka       | Klub             | 500 m | Pkt. | 1000 m | Pkt. | 500 m | Pkt. | 1000 m | Pkt. | Suma pkt. |
| ------- | ----------------- | ---------------- | ----- | ---- | ------ | ---- | ----- | ---- | ------ | ---- | --------- |
| 01 !    | Natalia Czerwonka | MKS Cuprum Lubin |       |      |        |      |       |      |        |      | 165,870   |
| 02 !    | Katarzyna Woźniak | Stegny Warszawa  |       |      |        |      |       |      |        |      | 167,685   |
| 03 !    | Luiza Złotkowska  | AZS Zakopane     |       |      |        |      |       |      |        |      | 170,075   |

## Mężczyźni
| Pozycja | Zawodnik          | Klub              | 500 m | Pkt. | 1000 m | Pkt. | 500 m | Pkt. | 1000 m | Pkt. | Suma pkt. |
| ------- | ----------------- | ----------------- | ----- | ---- | ------ | ---- | ----- | ---- | ------ | ---- | --------- |
| 01 !    | Maciej Ustynowicz | Marymont Warszawa |       |      |        |      |       |      |        |      | 148,315   |
| 02 !    | Maciej Biega      | Górnik Sanok      |       |      |        |      |       |      |        |      | 150,035   |
| 03 !    | Artur Nogal       | Marymont Warszawa |       |      |        |      |       |      |        |      | 150,445   |